# 武營路
武營路（Wuying Rd.）為高雄市東邊的南北向主要道路之一，位於國道一號西側。衛武營位於其東側，被國道一號隔開。北起於中正一路口，往北可接中正路交流道上高速公路。途中經鳳山區西部，南止於瑞隆路口。是往來苓雅區、鳳山區、前鎮區及國道一號的重要道路。

## 行經行政區域
（由北至南）
- 苓雅區
- 鳳山區
- 前鎮區

## 歷史
武營路在新富和輜汽路段之間規劃為公園綠帶，但長期為鐵皮屋、攤販所使用，附近居民已要求市府正視此一問題，並成立『還我本色！還我武營路綠帶』粉絲團專頁。

## 沿線設施
（由北至南）
- 高雄交流道
- 中正運動場
- 台灣基督長老教會三多教會（武營路559號）
- 新永駕訓班（武營路485號）
- 鳳山工業區
- FORD允揚汽車武營維修中心（武營路439號）
- MAZDA右達汽車武營二廠（武營路437-1號）
- 山隆加油站苓雅站（鳳山區輜汽路69號）
- 榮仁駕訓班（武營路402號）
- 交通部公路局高雄區監理所（武營路361號）
- 全聯福利中心武營店（武營路236號）
- 新甲北極殿（武營路209號）
- 高雄市前鎮區瑞豐國小 （页面存档备份，存于） （瑞隆路100號）
- 高雄市公車瑞豐站（瑞隆路78號）

## 公車資訊
- 統聯客運（市區公車）
  - 11 瑞豐站－鹽埕埔
- 港都客運
  - 81 瑞豐站－育英醫專

## 公共自行車
- 高雄市公共自行車租賃系統：
  - 高雄監理所(武營)：武林路/武營路口西北側

## 內部連結
- 高雄市主要道路列表